# Martin Damian
Bc. Martin Damian (* 21. září 1973, Zábřeh) je český ikonopisec.

## Vzdělání
Vystudoval obor teologie a spiritualita zasvěceného života na Teologické fakultě Univerzity Palackého v Olomouci.

## Profesní kariéra
V roce 2000 vstoupil do Řádu menších bratří kapucínů, kde se během svého působení naučil umění tvorby ikon. Velkým přínosem pro něj byly konzultace s pravoslavnými ikonopisci, během kterých se seznámil s tvorbou ikon dle původních technik používaných v době Byzance.
Od roku 2003 se věnuje tvorbě ikon, první ikony vytvářel pro spolubratry v kapucínském klášteře. Působil v klášterech v Praze, Újezdě u Uničova, Olomouci a Brně. V roce 2006 se rozhodl neskládat věčné sliby v Řádu kapucínů a opustil řeholní společenství.
V roce 2009 založil ikonopiseckou dílnu v Praze a účastnil se kurzu Kopie Mistrů pořádaným Národní galerií v Praze, který byl zakončen společnou výstavou autorů v prostorách kláštera sv. Jiří na Pražském hradě.
V roce 2010 ilustroval knihu Důvěřuji Bohu a proto i bližnímu bratra Pacifika Matějky, OFMCap.
Od roku 2010 vydává ve spolupráci se sestrami Paulínkami omalovánky pro děti s tematikou ze života světců. Dosud vyšly Omalovánky se svatým Václavem, se svatou Anežkou, se svatým Františkem a se svatými Cyrilem a Metodějem.
V roce 2023 vytvořil ikonu Bohorodičky pro papeže Františka.
I přes tvorbu dalších výtvarných dílek různého charakteru, jeho velkou láskou zůstávají ikony.
Jeho tvorba je ceněná pro věrnost tradičním technikám ikonopisu, duchovní hloubku a estetiku. Kromě tvorby ikon také pořádá kurzy a osvětové akce zaměřené na ikonopis. Jeho díla nalezneme v Česku, ale také v Německu (Mnichov, klášter Bonlanden), v Itálii ve Florencii v klášteře Rivotorto di santa Chiara.  

## Výstavy
- 2009
  - Klášter svatého Jiří, Pražský hrad
- 2011 - výstava Světlo ikon
  - Loreta, Praha
  - Benediktinský klášter, Rajhrad
  - Městské muzeum Kadaň
- 2012 - výstava Ikony
  - ÖDE kavárna, Olomouc
- 2013 - výstava Ikonen
  - kostel sv. Ondřeje Vídeň, Rakousko
- 2014 - výstava Slovo se stalo obrazem
  - galerie Giacomo, zámek Duchcov
- 2015 - výstava Ikonen
  - klášter sester Františkánek Bonlanden, Německo
- 2018 - Výstava Dotek nebe
  - Katedrála Nanebevzetí Panny Marie a sv. Jana Křtitele v Sedlci-Kutné Hoře
- 2024 - Výstava Slovo v obraze
  - galerie Quo Vadis, Bratislava